# Gustav Holzmann (Geograph)

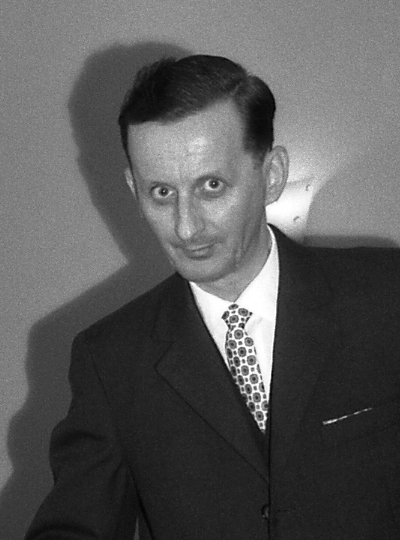
Gustav Holzmann, 1966

Gustav Holzmann (* 17. April 1926 in Atzgersdorf (heute: Wien); † 18. Februar 1973 in Wien) war ein österreichischer Wirtschafts- und Sozialgeograph, Historiker und Publizist.

## Leben und Werdegang
Gustav Holzmann wurde in Atzgersdorf bei Wien als Sohn des Maschinenschlossers August und der späteren Schneidermeisterin Maria Holzmann geboren. Kindheit und Jugend verbrachte er in Groß-Enzersdorf (Niederösterreich), die Reifeprüfung legte er am Realgymnasium Franklinstraße in Wien-Floridsdorf ab. Davor musste er ein Jahr lang bei zwei Wiener Flak-Batterien Dienst als Luftwaffenhelfer leisten. Unmittelbar nach der Reifeprüfung wurde er zum militärischen Einsatz an die Ostfront abkommandiert. Im März 1945 erlitt er in Ostpreußen eine schwere Verwundung; danach befand er sich von Mai 1945 bis Februar 1946 in Hamburg in englischer Kriegsgefangenschaft. 
Ab März 1946 studierte Gustav Holzmann als ordentlicher Hörer an der philosophischen Fakultät der Universität Wien Geographie und Geschichte. Wegen plötzlich auftretender, schwerer Folgewirkungen seines Kriegsleidens war er gezwungen, von 1949 bis Ende 1952 seine Studien zu unterbrechen. In der Folge wurde eine hundertprozentige Kriegsversehrtheit festgestellt. Von diesem Zeitpunkt an war er bis zu seinem Tod den größten Teil des Tages ans Krankenbett gefesselt, erreichte aber dennoch 1956 die Promotion zum Doktor der Philosophie.
Seine letzte Ruhestätte befindet sich am Friedhof Mauer in Wien. Im Jahr 2017 wurde in Liesing der Gustav-Holzmann-Platz nach ihm benannt. Sein Nachlass (Aufsätze, Fotos, Korrespondenz, persönliche Dokumente) wird seit Dezember 2024 im Wiener Stadt- und Landesarchiv aufbewahrt.

## Auszeichnungen
- 1957: Förderungspreis des Theodor-Körner-Fonds für das Projekt „Geschichte und Landschaftswandel von Stadt und Gemarkung Groß-Enzersdorf“[1]
- 1957: Preis für wissenschaftliche Arbeiten der Kammer für Arbeiter und Angestellte in Wien für „Die Verstädterung des Marchfeldes“
- 1960: Förderungspreis der Österreichischen Geographischen Gesellschaft
- 1961: Preis für wissenschaftliche Arbeiten der Wiener Arbeiterkammer[2]
- 1968: Förderungspreis der Hochschuljubiläumsstiftung der Stadt Wien für Arbeiten über die Wiener Stadtgeschichte[3]
- 1969: Anerkennungspreis des Kardinal-Innitzer-Studienfonds
- 1972: Förderungspreis für wissenschaftlich fundierte Publizistik des Kardinal-Innitzer-Studienfonds

## Publikationen (Auswahl)
- Unternehmensgeschichte in Niederösterreich, Struktur-Funktion-Bibliographie. Eigenverlag der Handelskammer Niederösterreich, Heft 11, 1972, 44 Seiten.
- Der Einsatz der Flak-Batterien im Wiener Raum, 1940-1945. Militärhistorische Schriftenreihe, Heft 14. Österreichischer Bundesverlag für Unterricht, Wissenschaft und Kunst, 1970, 78 Seiten.
- Dürnkrut: Die Entwicklung einer Marktgemeinde. Selbstverlag Marktgemeinde Dürnkrut, 1968, 568 Seiten.[4]
- Unternehmer aus Niederösterreich: Handwerker, Kaufleute und Industrielle aus 5 Jahrhunderten. Schriftenreihe der Handelskammer Niederösterreich, Heft 7, 1967, 136 Seiten.
- Die Entfaltung des Wiener Stadtkörpers. In: „Unsere Heimat“, 37. Jahrgang, Nr. 7/9, 1966. Verlag des Vereins für Landeskunde von Niederösterreich und Wien.
- Die Entwicklung der Industriell-Gewerblichen Wirtschaft 1648 bis 1918. In: „Das Niederösterreichische Heimatbuch“, Band 1, 1965 Verlag Austria-Press, Wien, S. 241–251.
- Die Versorgungszentren in den Wiener Randbezirken. In: „Unsere Heimat“, 36. Jahrgang, 1965, Verlag des Vereins für Landeskunde von Niederösterreich und Wien.
- Die Zukunft der Donauschiffahrt. In: „Zeitschrift für Wirtschaftsgeographie“, Pick-Verlag, Heft 1, 1964, Seiten 18–25.
- Groß-Enzersdorf und sein Lebensraum – Festschrift zur 800 Jahr Feier. Selbstverlag der Stadtgemeinde Groß-Enzersdorf, 1960, 143 Seiten.[5]
- Registerband der Österreichischen Geographischen Gesellschaft, 1908-1959. Verlag Die Gesellschaft, 1960, 122 Seiten.
- Die Verstädterung des Marchfeldes. Eine Siedlungs- und sozialgeographische Untersuchung. Verlag Notring der wissenschaftlichen Verbände Österreichs, Wien 1959, 168 Seiten.
- Zur Trockenheit des Marchfeldes. In: „Wetter und Leben. Zeitschrift für praktische Bioklimatologie“, 10. Jahrgang, Heft 5–7, 1958, Verlag der Österreichischen Gesellschaft für Meteorologie, S. 90–92.
- Die Staaten. In: „UNSER EUROPA – wie es wurde, wie es arbeitet, wie es lebt“, Verlag Jugend & Volk, 1966, Seiten 1–93.

## Nachrufe
- Alexander Tollmann (Schreiben an die Witwe vom 3. März 1973): „Ich habe in Holzmann schon während des Studiums einen der wenigen, ganz besonders fähigen erlebt, ich habe ihn später immer wieder bewundern können.“
- Hans Bobek: In memoriam Dr. Gustav Holzmann. In: Mitteilungen der Österreichischen Geographischen Gesellschaft, Band 115, I-III, 1973. „Die österreichischen, besonders aber die Wiener Geographen werden immer in Hochachtung seiner unter schwierigsten Umständen erbrachten wissenschaftlichen und publizistischen Leistungen gedenken.“
- Dr. Holzmann †: In: „Mitteilungen der Handelskammer Niederösterreich“, Nr. 8, 2. März 1973.
- Er war ein Historiker …. In: „Wirtschaftspolitische Blätter“ der Bundeswirtschaftskammer, Nr. 1–2, 1973, S. 65–66.
- Nachruf für Dr. Gustav Holzmann. In: „Mitteilungen des Österreichischen Instituts für Raumplanung“, Nr. 169/170, März/April 1973, S. 31.
- Dr. Gustav Holzmann †. In: „Kulturberichte Niederösterreich“, März 1973.